# Victor McLeod
Victor Ian McLeod est un  scénariste, compositeur et animateur américain né le 2 août 1903 et décédé le 12 décembre 1972 à Los Angeles (Californie).

## Filmographie

### Comme scénariste
- 1934 : Wolf! Wolf!
- 1934 : Wax Works
- 1934 : Chris Columbus, Jr.
- 1934 : Jolly Little Elves
- 1934 : Toyland Premiere
- 1935 : Candyland
- 1935 : Elmer the Great Dane
- 1935 : Springtime Serenade
- 1935 : Three Lazy Mice
- 1935 : At Your Service
- 1935 : Bronco Buster
- 1935 : Amateur Broadcast
- 1935 : Quail Hunt
- 1935 : Doctor Oswald
- 1936 : Alaska Sweepstakes
- 1936 : Beach Combers
- 1936 : Night Life of the Bugs
- 1936 : Puppet Show
- 1937 : House of Magic
- 1937 : The Big Race (court métrage)
- 1937 : The Birthday Party, court métrage de Walter Lantz
- 1937 : Steel Workers
- 1937 : Trailer Thrills
- 1937 : The Wily Weasel
- 1937 : Country Store
- 1937 : The Playful Pup
- 1937 : Rest Resort
- 1937 : Ostrich Feathers
- 1937 : The Air Express
- 1937 : Lovesick
- 1937 : The Mysterious Jug
- 1938 : The Lamplighter
- 1938 : Trade Mice
- 1938 : Feed the Kitty
- 1938 : Nellie the Sewing Machine Girl or Honest Hearts & Willing Hands
- 1938 : Tail End
- 1938 : Problem Child
- 1938 : Movie Phony News
- 1938 : The Cheese Nappers
- 1938 : Happy Scouts
- 1938 : Barnyard Romeo
- 1938 : Voodoo in Harlem
- 1938 : Ghost Town Frolics
- 1938 : Hollywood Bowl
- 1938 : The Rabbit Hunt
- 1938 : The Disobedient Mouse
- 1938 : Baby Kittens
- 1938 : Little Blue Blackbird
- 1939 : Soup to Mutts
- 1939 : I'm Just a Jitterbug
- 1939 : The Magic Beans
- 1939 : Little Tough Mice
- 1939 : The One-Armed Bandit
- 1939 : Nelly of the Circus
- 1939 : Birth of a Toothpick
- 1939 : Bola-Mola Land
- 1939 : The Bird on Nellie's Hat
- 1939 : Arabs with Dirty Fezzes
- 1939 : Slapphappy Valley
- 1939 : Snuffy's Party
- 1939 : The Sleeping Princess
- 1940 : Andy Panda Goes Fishing
- 1940 : Kittens' Mittens
- 1940 : Boss of Bullion City
- 1940 : Law and Order (en)
- 1941 : Bury Me Not on the Lone Prairie (en) de Ray Taylor
- 1941 : L'Île de l'épouvante (Horror Island) de George Waggner
- 1941 : Mutiny in the Arctic
- 1941 : Raiders of the Desert (en)
- 1941 : Badlands of Dakota (en)
- 1941 : The Masked Rider (en)
- 1942 : Girls' Town
- 1942 : Gang Busters
- 1943 : Batman
- 1943 : The Phantom
- 1944 : Ever Since Venus
- 1946 : Frontier Gunlaw (en)
- 1946 : Rustler's Round-up
- 1947 : Little Miss Broadway
- 1947 : Two Blondes and a Redhead
- 1949 : Silver Butte

### Comme compositeur
- 1934 : Jolly Little Elves
- 1934 : Toyland Premiere
- 1935 : Candyland
- 1935 : Springtime Serenade
- 1956 : Circus Boy (série télé, 16 épisodes, 1956-1957, thème principal)

### Comme animateur
- 1934 : Wolf! Wolf!
- 1934 : Wax Works